# Samani
Samani (accadi: 𒊓𒈠𒉡, Sa-ma-nu) va ser el dinovè rei d'Assíria segons la Llista dels reis assiris, on apareix com el tercer entre els 10 "reis el pare dels quals és conegut".
Aquesta llista està escrita en ordre invers començant per Aminu i acabant per Apiaixal” i ha estat interpretada per alguns historiadors com la llista dels ancestres de Xamxi-Adad I que va regnar cap al 1809 aC, conqueridor d'Assur, per justificar la seva ascendència. Va ser el fill i successor de Hale i el va succeir el seu fill Hayani.